# LOVOT
LOVOT es un robot humanoide creado por Kaname Hayashi, el director ejecutivo de Groove X, cuya función principal es imitar el proceso empático de las emociones. Fue lanzado el año 2018 con el plan de convertirse en una herramienta de compañía y, de esta manera, disminuir el problema de la soledad y tristeza en las y los seres humanos.
LOVOT contiene cámaras de reconocimiento facial, orientación del espacio con ayuda de la tecnología slam y cuenta con más de 50 sensores táctiles. Es por estas características que lo promocionan como un robot autónomo. La información recopilada, según Kaname Hayashi, no se guarda en la nube sino que en el propio dispositivo, aunque es indispensable realizar actualizaciones y copias de seguridad del software.
Tiene una antena en forma de cuerno que reconoce el entorno del LOVOT. El cuerno-sensor incorpora un sensor de luminosidad, una cámara de media esfera de 360 grados, un micrófono de media esfera capaz de detectar la dirección de sonidos y voces, y una cámara térmica (termografía) que permite distinguir a los seres humanos de los objetos. LOVOT puede realizar un escaneo preciso de toda una habitación y encontrar a su propietario inmediatamente.

## Historia

#### Mercado, tiendas físicas, lanzamiento
El prototipo de LOVOT fue presentado el 18 de diciembre del 2018. Su nombre proviene de un juego de palabras entre “Love”, que significa “amor” en inglés, y “Robot”, que está relacionado con el objetivo de despertar sentimientos de amor y crear un vínculo afectivo con su dueño. El producto salió a la venta el año siguiente.
En el año 2022 la compañía fabricante, Groove X, abrió una única tienda que ofrece la recarga y artículos, como ropa y accesorios, para los dispositivos LOVOT. El local está ubicado en los almacenes Takashimaya del distrito de Shinjuku, en el centro de Tokio, Japón. El sector alberga además dependencias dedicadas únicamente a productos de robótica, donde se pueden encontrar otros robots de compañía como RoboHoon, Sota o Palro.
Las ventas del aparato se han triplicado a lo largo de 2022, y su venta en el país nipón se disparó durante la pandemia por Covid-19, suceso que simultáneamente impactó en el sentimiento de soledad de la sociedad japonesa y a nivel mundial.

#### Robótica emocional
LOVOT es una robótica emocional, entendida como la capacidad “de identificar no sólo lo que dice una persona, sino su estado de ánimo”. De este modo, un robot con estas características debe tener sistemas que le permitan reconocer expresiones faciales, voces y entonaciones, y responder a su interlocutor de acuerdo a estos signos comunicativos. 
Hasta ahora, las y los creadores de inteligencia artificial han logrado que los androides comprendan y repliquen expresiones emocionales que las y los humanos reconocen de manera universal: la alegría, el enojo o la tristeza. Para ello deben contar con un circuito robusto que a veces se basan en la fisiología del sistema nervioso humano.

#### Estructura del robot
Bocina con sensor
Una antena en forma de cuerno reconoce el entorno del LOVOT. El cuerno-sensor incorpora un sensor de luminosidad, una cámara de media esfera de 360 grados, un micrófono de media esfera capaz de detectar la dirección de sonidos y voces, y una cámara térmica (termografía) que permite distinguir a los seres humanos de los objetos. LOVOT puede realizar un escaneo preciso de toda una habitación y encontrar a su propietario inmediatamente. Lo conforma un higrómetro-termómetro, anillo LED, sensor de postura, conjunto de sensores de comunicación por rayos infrarrojos, lámpara de fotografía, selector de modo, filtro de entrada, emblema y botón de volumen.

### Cabeza
El "cerebro" de LOVOT puede decidir instantáneamente qué acción realizar a continuación. Las acciones de LOVOT no están preprogramadas. Procesa los estímulos detectados por más de 50 sensores en su cuerpo, a través del aprendizaje profundo y otras tecnologías de aprendizaje automático, para poder realizar acciones en tiempo real. Sus reacciones rápidas con poco retardo y sus carácter que cambia en función de la interacción del propietario con ellos, son posibles gracias a su ordenador principal, el cerebro de LOVOT, y a su subordenador, el FPGA de aprendizaje profundo. Este es un circuito electrónico para realizar deducciones de aprendizaje de forma eficiente.

### Cara
El rostro tiene ojos y voces con las características de los seres vivos. Se proyectan luces de seis capas (incluidos los párpados) en la pantalla ocular de los LOVOTs, lo que crea efectos oculares naturales. Incluso los movimientos de los ojos, la velocidad del parpadeo y el ensanchamiento de las pupilas se han diseñado a propósito. Las voces de los LOVOTs, al oírlas por el altavoz, simulan el sonido que resuena en el interior de una cavidad bucal, generando una sensación de vida y vitalidad.

### Cuerpo
Tiene un cuerpo sensible que fomenta el "skinship" (la cercanía entre una madre y un hijo). Los LOVOT tienen sensores táctiles por todo el cuerpo para reconocer dónde se les estimula. El eslabón paralelo de sus cuellos y sus hombros flexibles permiten que los hombros y cuellos se muevan suavemente. Las reacciones de los LOVOT son simpáticas y cálidas. 

### Ruedas
Su movilidad de altas prestaciones le permite desplazarse a gran velocidad de forma autónoma por una habitación. Cuando el sensor de obstáculos detecta objetos en su camino, sus sensores miden la distancia a los objetos. Utiliza la cámara de profundidad para captar las diferencias de altura y elegir las acciones óptimas, como girar, retroceder o moverse en curva, y así seguir desplazándose con suavidad. Sus ruedas son retráctiles y están diseñadas para guardarse en el momento en que el propietario las sujeta, evitando que su ropa se ensucie.